# Jitrocel
Jitrocel (Plantago) je rod bylin patřící do čeledi jitrocelovitých. Rod je hodně variabilní, čítá okolo 275 druhů a mnoho poddruhů.

## Rozšíření
Rod je kosmopolitní, roste téměř po celé zeměkouli. Jeho semena jsou většinou hodně lepivá a jednotlivé druhy se s lidmi rychle šířily do nově osídlovaných oblastí. Druhy mají rozmanité podmínky svého růstů, vyskytují se od teplých oblastí v blízkosti mořské hladiny až po chladné vysoké hory, od bažinatých míst až po suchá písčitá území. V přírodě České republiky roste 11 druhů a 2 uznávané hybridy.

## Popis
Jitrocele jsou byliny nebo zřídka malé keře, které jsou jednoleté, dvouleté až vytrvalé, někdy jsou lysé a jindy hustě chlupaté, většinou jsou bezlodyžné. Koření oddenkem nebo jen vláknitými kořínky. Jednoduché řapíkaté listy vyrůstající v přízemních růžicích bývají čárkovité, kopinaté, elipsovité až okrouhlé, po obvodě celistvé či oddáleně zubaté, někdy jsou zvlněné nebo mají několik laloků, řídce jsou i dlanitě zpeřené a obvykle mají výraznou podélnou žilnatinu.
Z růžice vyrůstá jeden nebo více bezlistých stvolů, na jehož vrcholu se vyvíjí válcovité nebo kulovité květenství klas nebo ojediněle pouze jediný květ. Jeho květy jsou dimorfní, oboupohlavné, čtyřčetné a vyrůstají z paždí šupinatých listenů. Kališní cípy jsou stejné, nebo jsou dva větší a dva menší. Holá nebo chlupatá koruna bývá nálevkovitá či trubkovitá s náhle rozšířeným koncem a je čtyřlaločná s nazpět vyhnutým lemem. Trubka je trvalá a stejně tak dlouhá, nebo o málo delší než kalich. Z trubky vyčnívají čtyři tyčinky nesoucí vejčité nebo podlouhlé prašníky. Kulovitý semeník s jedním až mnoha vajíčky je obvykle dvoudílný, čnělka je dlouhá a chlupatá, blizna jednoduchá. Placentace bývá axiální nebo řidčeji bazální. Opylovány jsou nejčastěji větrem, jen málo hmyzem. Ploidie rodu jitrocel může být 2n = 8, 2n = 10, 2n = 12, 2n = 16 a 2n = 24.

## Rozmnožování
Plodem je nejčastěji tobolka s víčkem, někdy tobolka nepukavá nebo oříšek. Mívá od jednoho po mnoho semen která za vlhka slizovatí. Semena jsou žlutá, hnědá nebo černá, 1 až 4 mm dlouhá, mají bochníkovitý tvar nebo jsou nepravidelně vícehranná a jejich osemení mívá drobné důlky. Po okolí jsou semena šířena větrem, vodou, zvířaty nebo lidmi a jejich technikou na kterou se za vlhka lepí. Jitrocel se šíří i vegetativně rozrůstáním podzemních oddenků.

## Význam
Mnohé druhy jitrocele jsou posuzovány jako plevele, které nelze snadno vymýtit. Produkují velké množství životaschopných semen a obvykle nejsou příliš náročné na prostředí, ve kterém rostou. Mezi světlé výjimky patří např. jitrocel kopinatý, který je považován za léčivou bylinu působící proti kašli, a navíc má protizánětlivé a antibiotické účinky. Mezi léčivky patří také v ČR nerostoucí druh jitrocel vejčitý, z jehož semen se získává kvalitní vláknina používána ve zdravotnictví i v potravinářství.

## Taxonomie
V České republice rostou tyto druhy z rozsáhlého rodu jitrocel:
- jitrocel alpínský (Plantago alpina) L.
- jitrocel blešníkový (Plantago afra) L.
- jitrocel černavý (Plantago atrata) Hoppe
- jitrocel hořcovitý (Plantago gentianoides) Sm.
- jitrocel chudokvětý (Plantago uliginosa) F. W. Schmidt
- jitrocel kopinatý (Plantago lanceolata) L.
- jitrocel písečný (Plantago arenaria) Waldst. et Kit.
- jitrocel prostřední (Plantago media) L
- jitrocel přímořský (Plantago maritima) L.
- jitrocel větší (Plantago major) L.
- jitrocel vraní nožka (Plantago coronopus) L.

Některé druhy jitrocele se občas mezi sebou kříží a v české přírodě se ustálily hybridy:
- Plantago × mixta Domin (P. major × P. media)
- Plantago × moravica Chrtek (P. major × P. uliginosa)

Ještě v prvé polovině 20. století vzácně rostl na Moravě v okolí Břeclavě
- jitrocel nejvyšší (Plantago altissima) L. který je v současnosti považován za rostlinu v ČR vyhynulou (A1).[3]

V evropské přírodě se dále vyskytují tyto druhy:
Plantago albicans L., Plantago amplexicaulis Cav., Plantago argentea Chaix, Plantago aristata Michx., Plantago asperrima (Gand.) Hervier, Plantago bellardii All., Plantago cornuti Gouan, Plantago crassifolia Forssk., Plantago cretica L., Plantago lagopus L., Plantago loeflingii L., Plantago macrorhiza Poir., Plantago maxima Juss. ex Jacq., Plantago minuta Pall., Plantago monosperma Pourr., Plantago nivalis Boiss., Plantago notata Lag., Plantago ovata Forssk., Plantago reniformis Beck, Plantago sempervirens Crantz, Plantago schwarzenbergiana Schur, Plantago squarrosa Murray, Plantago subulata L., Plantago tenuiflora Waldst. & Kit.